# نورت گریت ریور (نیویورک)
نورت گریت ریور (به انگلیسی: North Great River) یک منطقهٔ مسکونی در ایالات متحده آمریکا است که در شهرستان سافک، نیویورک واقع شده‌است. نورت گریت ریور ۶٫۱ کیلومتر مربع مساحت و ۴٬۰۰۱ نفر جمعیت دارد و ۹ متر بالاتر از سطح دریا واقع شده‌است.